# ノヴァ・カホウカ
ノヴァ・カホウカ（ウクライナ語: Нова́ Кахо́вка, 発音 [noˈwɑ kɐˈxɔu̯kɐ]; ロシア語: Новая Каховка、ノーヴァヤ・カホーフカ）は、ウクライナ南部、ヘルソン州の中央カホウカ地区にある都市である。共産主義大建設計画の一部として建設された歴史的価値のある建築物で知られている。
ノヴァ・カホウカはドニエプル川の東岸に位置する重要な港市である。ドニエプル川はここでカホフカ貯水池の下流端に達する。ノヴァ・カホウカにはカホフカ水力発電所にかかるカホウカ橋の片側の橋台を形成する。反対側はベリスラウに位置する。ノヴァ・カホウカ市はクリミア半島へと水を引く北クリミア運河の源のすぐ下流に立地し、運河の中心地を御していると言うことができる。
人口は2021年時点で45,069人である。2023年7月現在はロシア軍による占領下にある。2022年8月6日、占領者によって代理市長に任命されたVitaliy Huraが家を出る際に不明の襲撃者によって射殺された。

## 歴史
ノヴァ・カホウカは1952年2月28日に設立された。この場所には1891年からKlyucheve村が存在していた。1947年から1948年に建設されたカホフカ水力発電所に直に接しており、発電所の建設作業員を住まわせるために建設された。設立以後、15キロメートル離れた位置にあるカホウカ市と区別するために、ノヴァ・カホウカ（新カホウカ）と呼ばれている。発電所の建設が終了した後は、ほとんどの作業員がノヴァ・カホウカに留まった。
1950年10月10日、Dniprobudの経営管理者が住宅開発部門を設立し、発電所技術者の新しい街を建設する仕事を課した。
1951年4月20日、カール・マルクス通り31に最初の住宅が設置され、同年5月30日にはもう住み始めた。
1952年2月10日、フェドリウカからノヴァ・カホウカへの列車が到着した。9か月をかけて154キロメートルの鉄道が敷かれた。12時には、チェリャビンスク、モスクワ、ブリャンスクからの貨物を積んだ列車が凱旋門に到着し、大勢の建築作業員を迎えた。鉄道は重要な輸送動脈となり、水力発電所、都市、郊外の農場、そしてヘルソン地域の全中心地の建設を加速させた。
1952年2月28日、カホウカ水力発電所の建築作業員の労働村に対して、ウクライナ・ソビエト社会主義共和国最高会議幹部会によって「ノヴァ・カホウカ」という名称が与えられた。当初は、小さな、最大2万人程度の発電所技術者の都市となると想定されていた。しかしながら、地域の中心にある良い地理的位置、安価な電力、鉄道、高速道路、水路（ドニエプル川の河口からプリピャチまで大型貨物船が通行できる）が利用できること、そして高い技術を持ち経験豊かな人材の潜在力によって、都市の発展の大きな見込みが開けた。
1950年の秋に、第一学校と第二学校が開校した。
2020年7月18日まで、ノヴァ・カホウカは地方特別市であり、ノヴァ・カホウカ自治体の中心であった。行政単位としての自治体は2020年7月にウクライナの行政改革の一環として廃止された。ノヴァ・カホウカ自治体の領域はカホウカ地区に合併された。
市は2022年ロシアのウクライナ侵攻中にロシアによって占拠された。2022年7月11日、ウクライナ軍は市中のロシア軍へ大規模なミサイル攻撃を行った。

## 地理

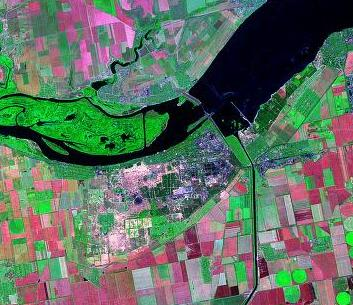
ノヴァ・カホウカのランドサット画像

市は、砂で溢れている地域に築かれているため、オアシスと呼ばれることがある。市の建設中に、公園と芝生が砂の上に作られた。

### 気候
| Nova Kakhovka (1981–2010)の気候         | Nova Kakhovka (1981–2010)の気候 | Nova Kakhovka (1981–2010)の気候 | Nova Kakhovka (1981–2010)の気候 | Nova Kakhovka (1981–2010)の気候 | Nova Kakhovka (1981–2010)の気候 | Nova Kakhovka (1981–2010)の気候 | Nova Kakhovka (1981–2010)の気候 | Nova Kakhovka (1981–2010)の気候 | Nova Kakhovka (1981–2010)の気候 | Nova Kakhovka (1981–2010)の気候 | Nova Kakhovka (1981–2010)の気候 | Nova Kakhovka (1981–2010)の気候 | Nova Kakhovka (1981–2010)の気候 |
| 月                                      | 1月                             | 2月                             | 3月                             | 4月                             | 5月                             | 6月                             | 7月                             | 8月                             | 9月                             | 10月                            | 11月                            | 12月                            | 年                              |
| --------------------------------------- | ------------------------------- | ------------------------------- | ------------------------------- | ------------------------------- | ------------------------------- | ------------------------------- | ------------------------------- | ------------------------------- | ------------------------------- | ------------------------------- | ------------------------------- | ------------------------------- | ------------------------------- |
| 平均最高気温 °C （°F）                  | 1.6 (34.9)                      | 2.3 (36.1)                      | 7.5 (45.5)                      | 15.5 (59.9)                     | 22.2 (72)                       | 26.3 (79.3)                     | 28.9 (84)                       | 28.4 (83.1)                     | 22.7 (72.9)                     | 15.8 (60.4)                     | 7.9 (46.2)                      | 2.9 (37.2)                      | 15.2 (59.4)                     |
| 日平均気温 °C （°F）                    | −1.4 (29.5)                     | −1.2 (29.8)                     | 3.1 (37.6)                      | 10.2 (50.4)                     | 16.4 (61.5)                     | 20.6 (69.1)                     | 23.2 (73.8)                     | 22.8 (73)                       | 17.3 (63.1)                     | 11.0 (51.8)                     | 4.6 (40.3)                      | 0.1 (32.2)                      | 10.6 (51.1)                     |
| 平均最低気温 °C （°F）                  | −4.0 (24.8)                     | −4.1 (24.6)                     | −0.1 (31.8)                     | 5.7 (42.3)                      | 11.2 (52.2)                     | 15.5 (59.9)                     | 17.8 (64)                       | 17.4 (63.3)                     | 12.6 (54.7)                     | 7.2 (45)                        | 1.8 (35.2)                      | −2.4 (27.7)                     | 6.6 (43.9)                      |
| 降水量 mm （inch）                      | 30.2 (1.189)                    | 32.6 (1.283)                    | 30.8 (1.213)                    | 37.3 (1.469)                    | 40.2 (1.583)                    | 48.1 (1.894)                    | 46.8 (1.843)                    | 32.3 (1.272)                    | 39.9 (1.571)                    | 30.6 (1.205)                    | 37.9 (1.492)                    | 38.0 (1.496)                    | 444.7 (17.508)                  |
| 平均降水日数 （≥1.0 mm）                | 6.4                             | 5.8                             | 6.9                             | 5.6                             | 6.0                             | 6.2                             | 5.0                             | 3.9                             | 4.8                             | 4.6                             | 5.9                             | 6.4                             | 67.5                            |
| % 湿度                                  | 84.6                            | 82.2                            | 77.4                            | 68.4                            | 64.5                            | 65.4                            | 61.7                            | 60.2                            | 67.5                            | 74.7                            | 83.5                            | 85.9                            | 73.0                            |
| 出典：World Meteorological Organization |                                 |                                 |                                 |                                 |                                 |                                 |                                 |                                 |                                 |                                 |                                 |                                 |                                 |

## 現代のノヴァ・カホウカ

### 経済と交通
ノヴァ・カホウカにおける経済活動はエンジニアリング（電気技術）と発電である。市の近くから北クリミア運河が始まり、ヘルソン州の南東部を介して、クリミアの北部全域にドニエプル川からの水を供給している。

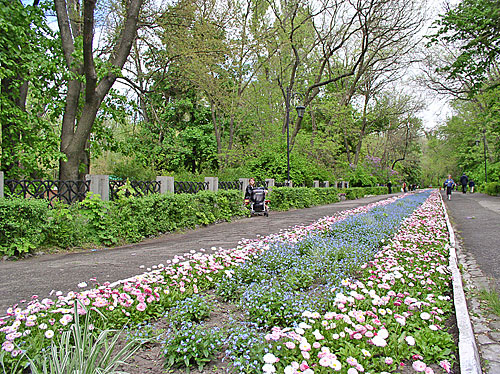
Stepan Faldzinsky公園の小道

西のヘルソンと東のメリトポリの間に位置し、オデーサからロストフ・ナ・ドヌへのE58号線が近くを走っている。電化されていない単線鉄道、空港、黒海への水路、河港があり、港はカホウカ貯水池の南西部分に位置する。

### 行政区分
ノヴァ・カホウカ市はその中に、小さな町と都市型村を含み、中心部から離れた地域には8つの小さな村がある。
- 町と都市型村: Tavriysk、Dnipryany
- 村と郊外型居住地: Korsunka、Maslivka、Novy Laheri、Obryvky、Pischane、Plodove、Raiske、Topolivka

### 観光名所
Stepan Faldzinsky公園はオレシュキー砂丘に緑のオアシスを作った農地改革者Stepan Faldzinskyに因んで命名された。

### ノヴ・カホウカの景観

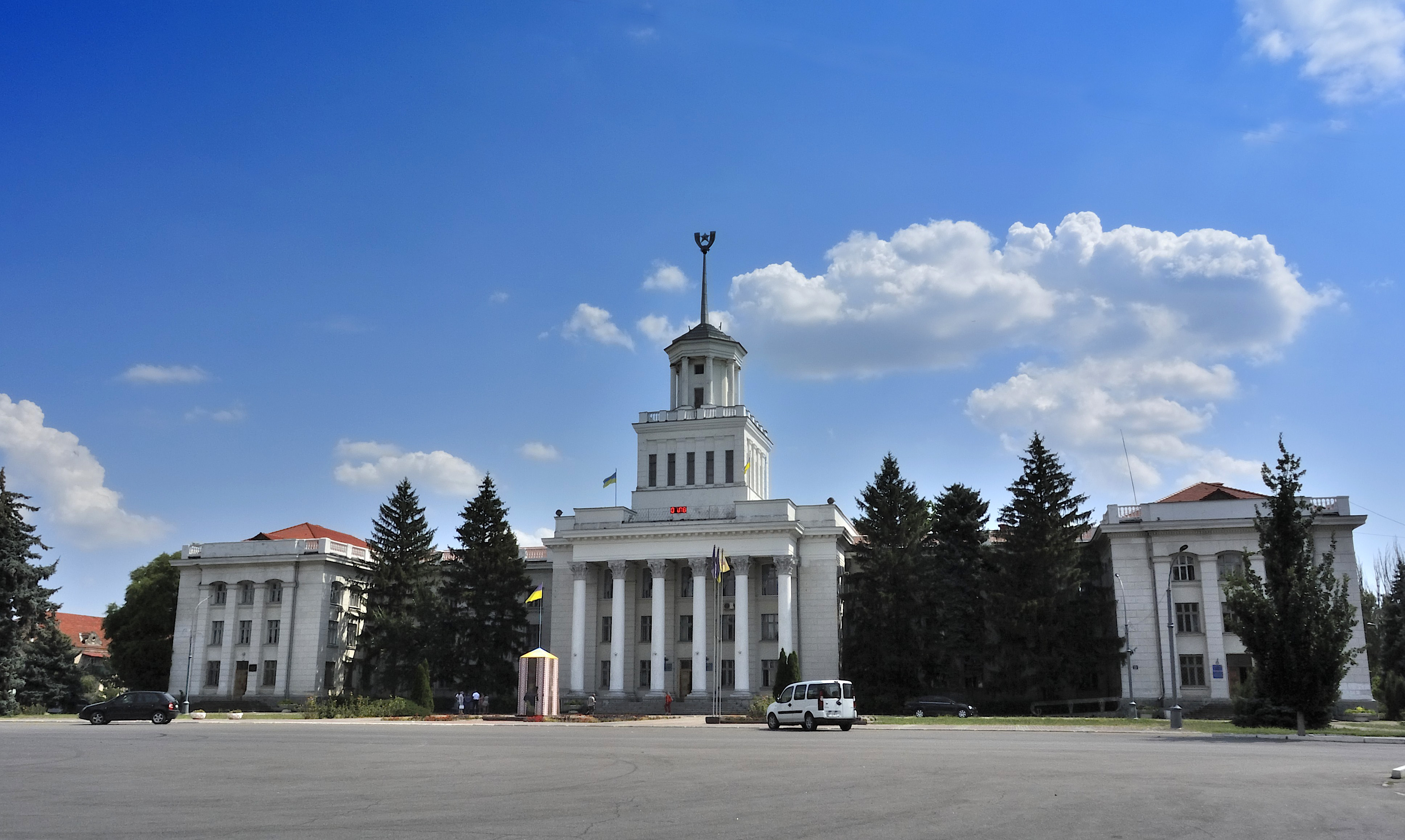
ノヴァ・カホウカの行政中心
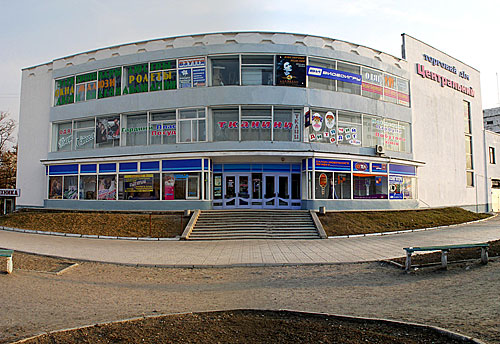
中央ショッピングセンター（元「子供の世界」）
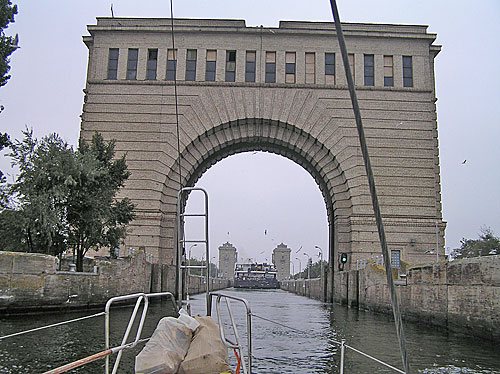
ノヴァ・カホウカ水門上の凱旋門
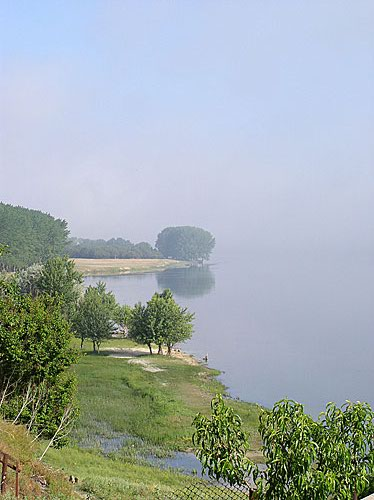
ノヴァ・カホウカにある汀線
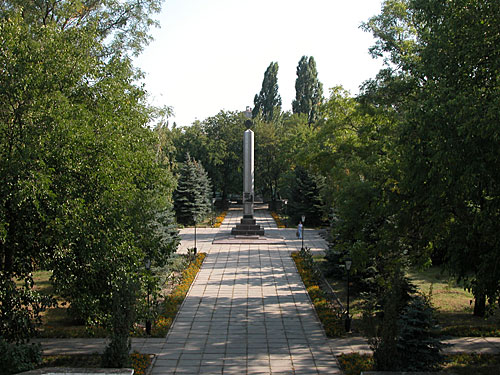
栄光の公園
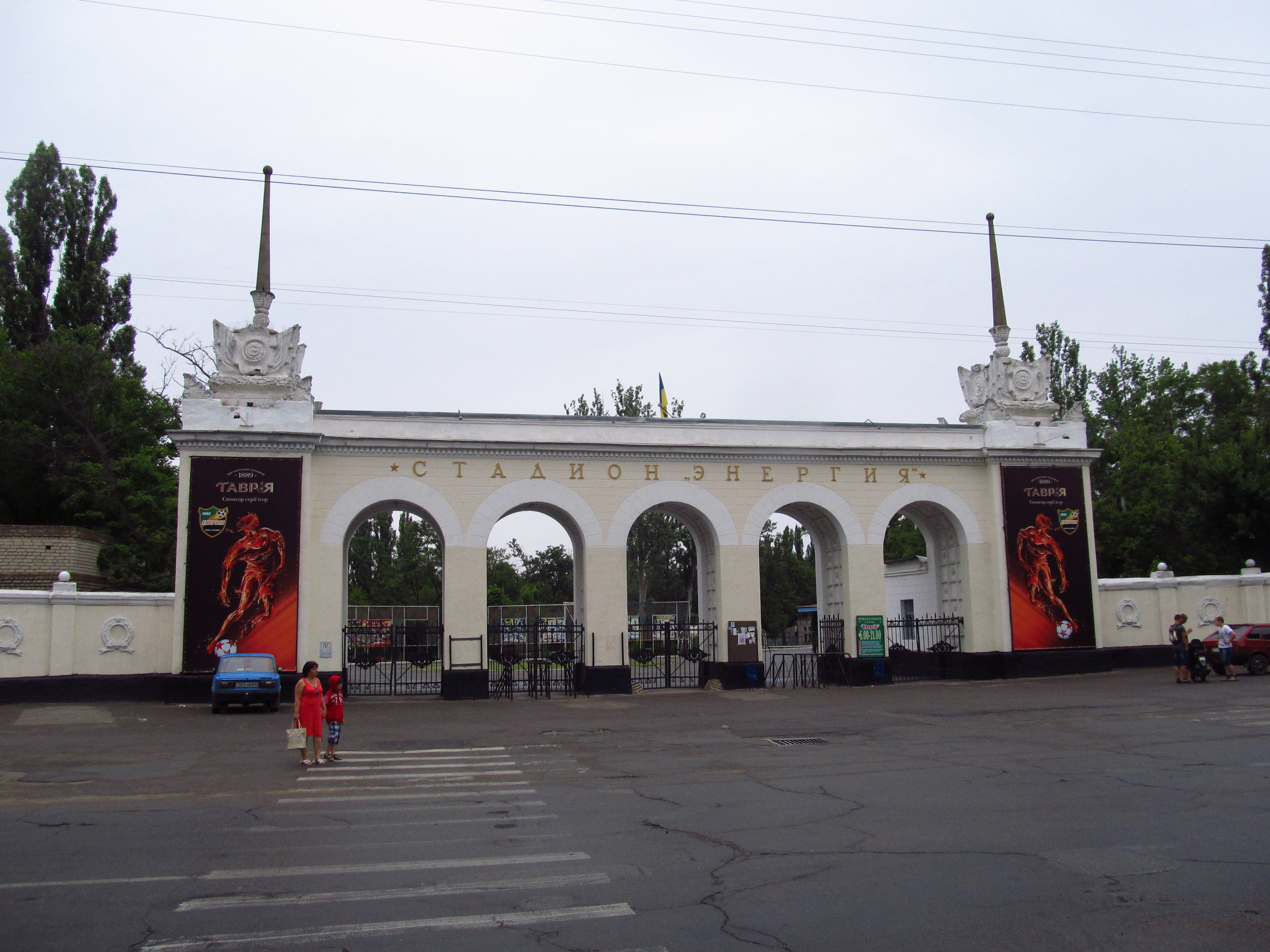
Enerhiyaスタジアム
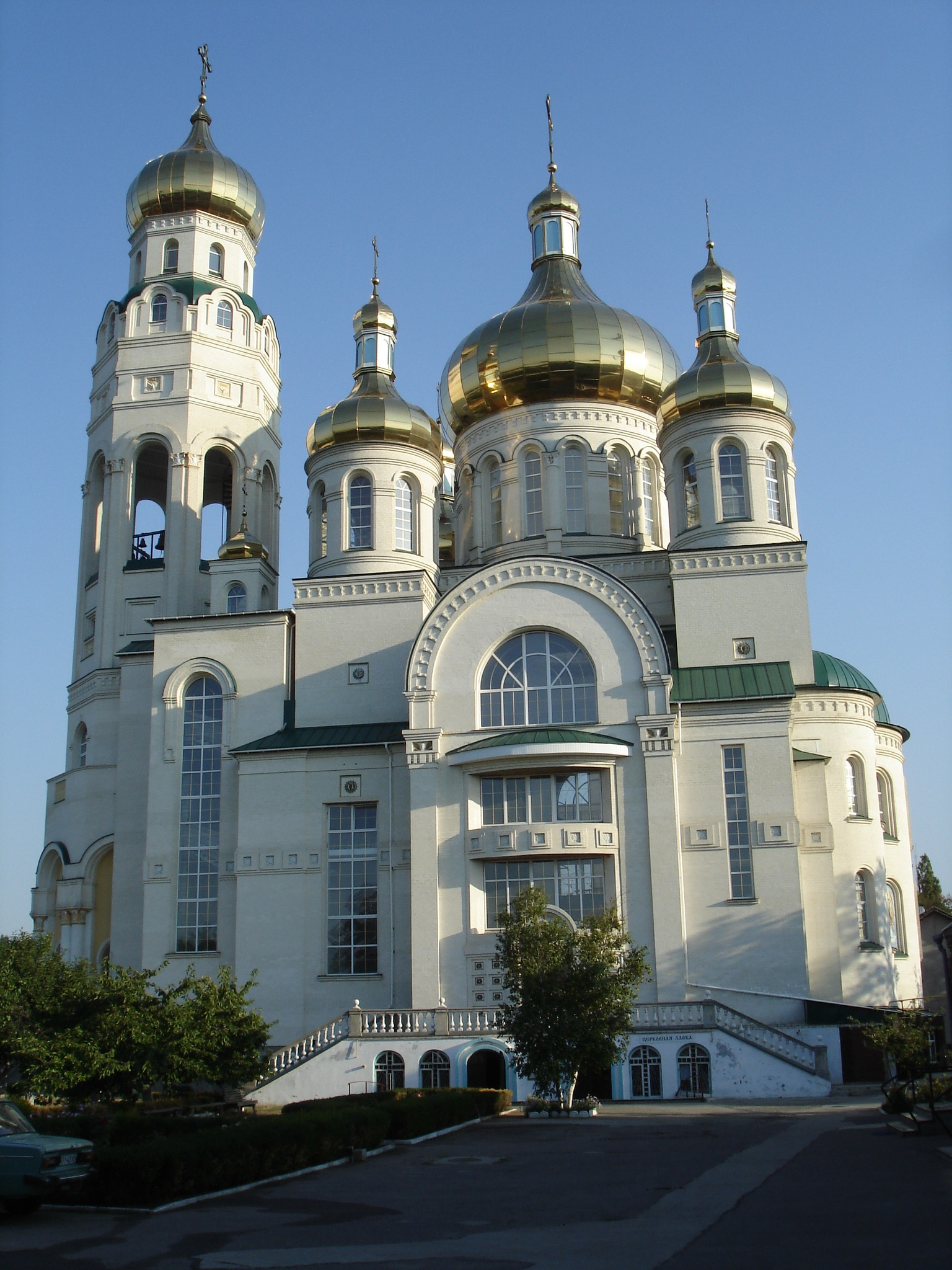
ノヴァ・カホウカ正教会大聖堂

## 文化
市の主要な文化中心は文化宮殿である。

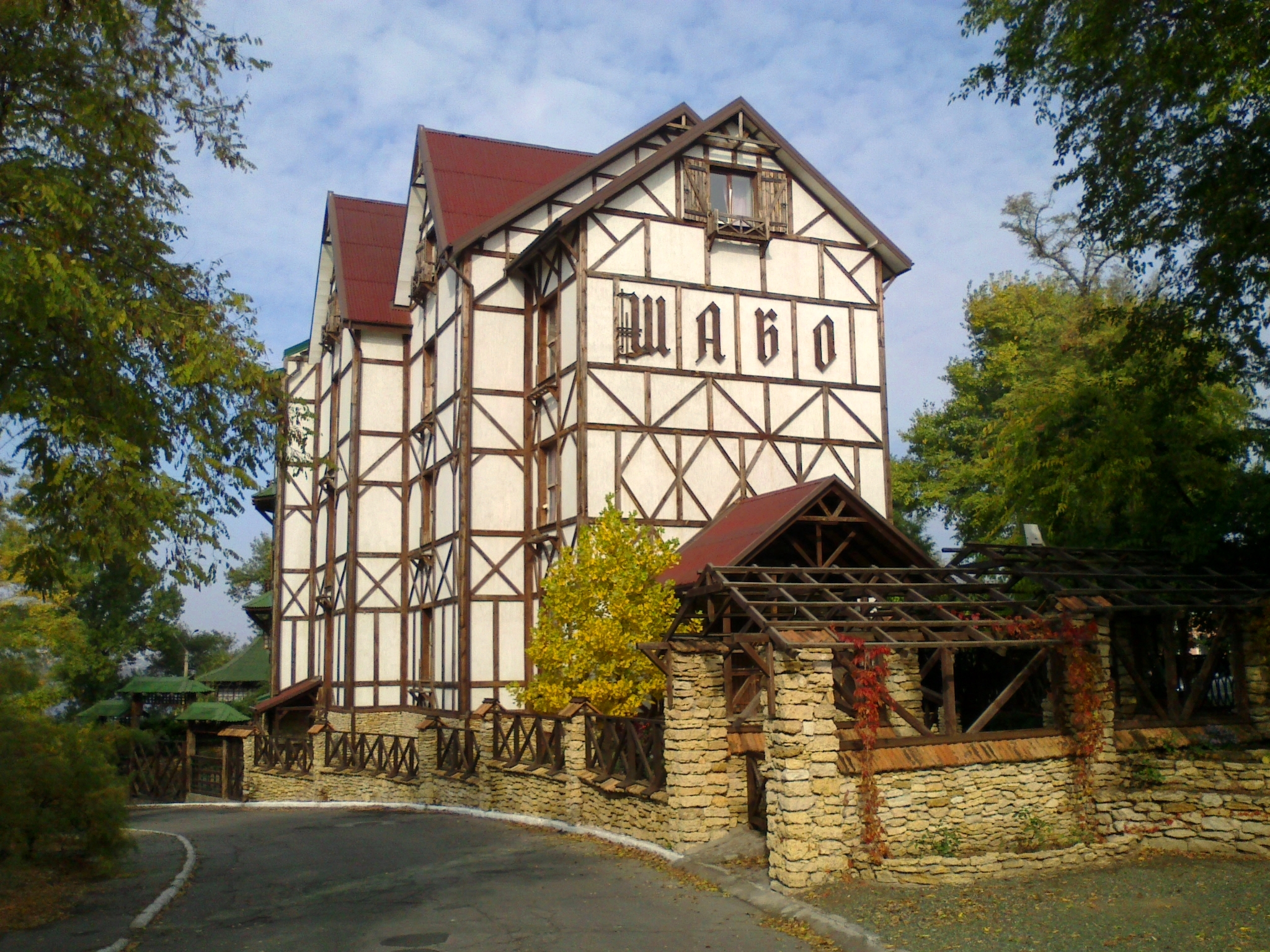
レストラン複合施設SHABO

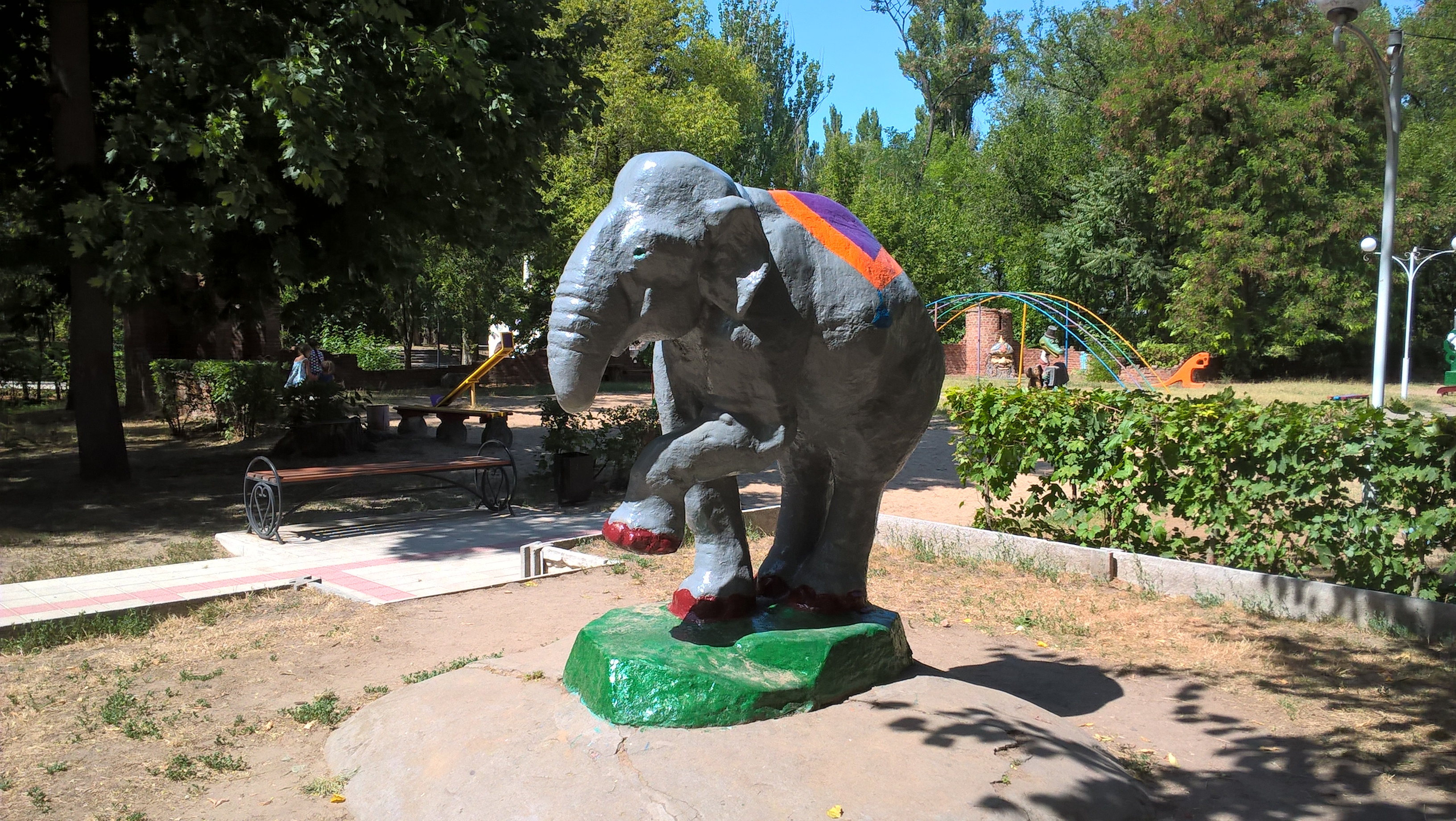
公園にある象。市の非公式シンボル。

ノヴァ・カホウカには地元の歴史の常設展示がある博物館、ワイン博物館、Anatoly Bakhuta家博物館、アートギャラリー、図書館、サマーシアター、映画館「Youth」などがある。
市には3つの公園、広場、ビーチ、散歩道、たくさんのカフェ、ナイトクラブ、遊園地、動物園がある。

## スポーツ

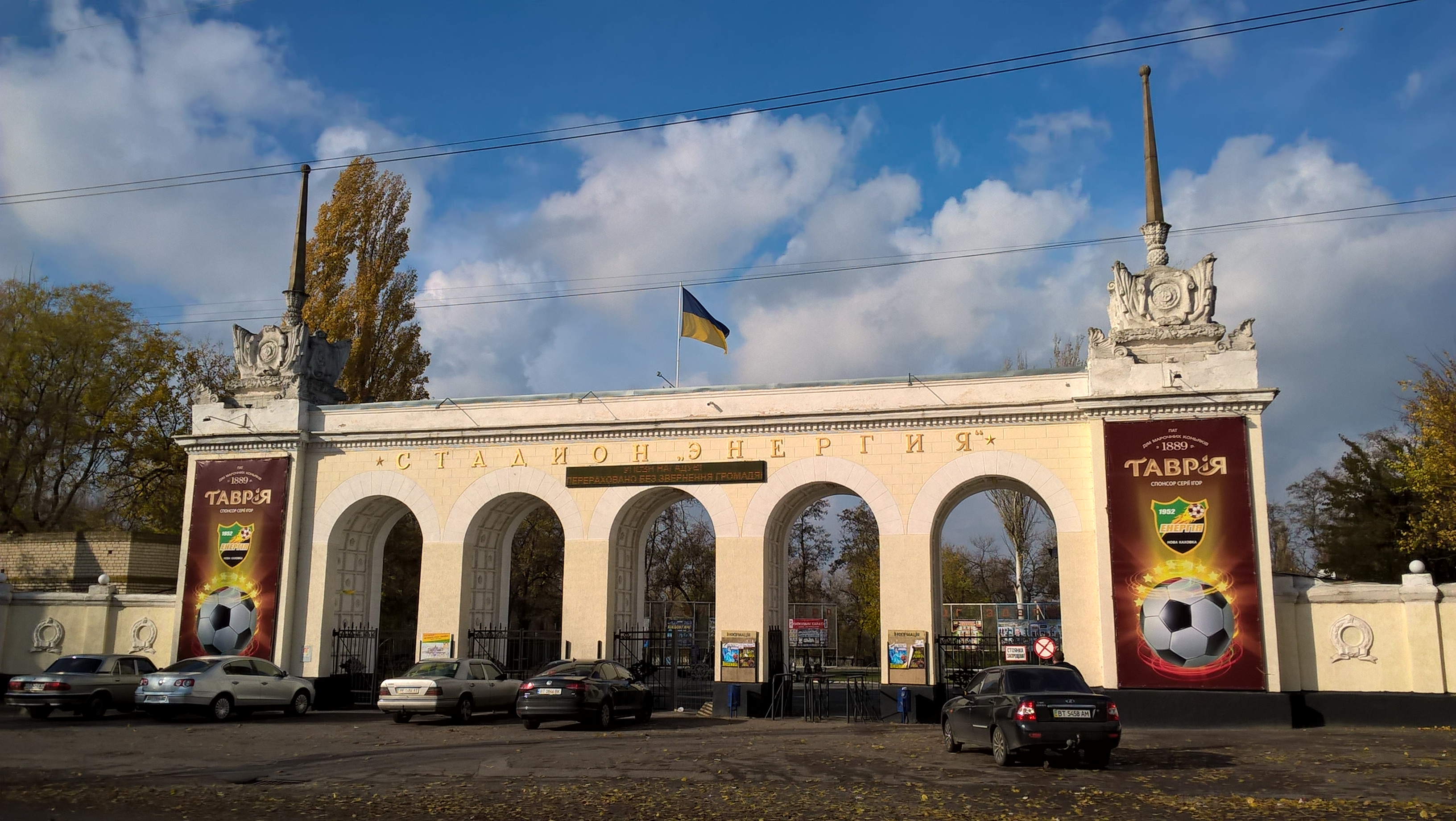
Energiaスタジアムのメインゲート

市には3つの子供と若者のためのスポーツスクール、21のジム、110のスポーツグラウンド、水上競技用施設、13のテニスコートがある。ノヴァカホウカ・テニススクールはウクライナで最も優れたテニススクールの1つであり、ウクライナと世界で有名なテニス選手を輩出している: 男子 – Andriy Shashkov、Maksym Dubov、Serhiy Yaroshenko、Serhiy Vergun、Oleksandr Maksymov、Dmytro Biletsky; 女子 – Motobol Natalia Biletska、Yuliana Fedak、Halyna Furgailo。また、スクールのコーチも有名である: Serhiy Zhytsky（ウクライナの名誉コーチ）、Serhiy Korovaiko、Andriy Dubov、Tetyana Furgailo、Olga Kushnirenko、Anatoliy Biletsky。
Energiaスタジアムは人気スポーツであるモトボールとサッカーの発展を振興している。オートバイ選手らは2001年にウクライナ選手権で銀メダルを獲得し、サッカーチームのFCエネルヒヤ・ノヴァ・カホウカは地域カップ戦で21度、地域選手権で25度優勝している。
70人の選手が同時に射つことができるアーチェリー施設「Dynamo」では、アーチェリーのウクライナ選手権とウクライナ杯が開催される。ノヴァ・カホウカのアーチェリーチームは2002年にウクライナ選手権で8位となった。ノヴァ・カホウカ育ちの有名なアーチェリー選手にはTamara Literova、Vadim Reznikov、Lyudmila Arzhannikova、Anastasia Pavlovaらがいる。
現在、Dzyubenko N. Z. コーチの教え子のおかげで、市では子供と若者のバスケットボールが発展している。市出身のバスケットボール選手がキーウ、ドニプロ、チェルカースィ、オデーサ、ポルタヴァのプロチームでプレーしている。

## メディア
オンラインの市広報誌Нова Каховка.Cityが、公共団体「Center for the Development of Deaf Children」のスタッフと地域メディア開発庁「Abo」によって2017年10月に作られた。
ノヴァ・カホウカでは5つの日刊紙が発行されている: 市議会によって創刊された自治体紙「ノヴァ・カホウカ」、民間の "Novyny Dilovi"、"Klyuchi"、"Dniprovsikyi prospect"、"Tavriiski chas"。
ラジオ放送はノヴァカホウカ市ラジオ機構によって提供されている。

## 姉妹都市
- サン＝テティエンヌ＝デュ＝ルヴレ（フランス）